# Manfred Trojahn
Manfred Trojahn (* 22. Oktober 1949 in Cremlingen in Niedersachsen) ist ein deutscher Komponist, Dirigent und Essayist.

## Leben
Trojahn, geboren in Cremlingen bei Braunschweig, studierte ab 1966 Orchestermusik an der Niedersächsischen Musikschule Braunschweig. Nach dem Examen und Erhalt des Orchesterdiploms 1970 setzte er seine Ausbildung an der Musikhochschule Hamburg fort, zunächst im Hauptfach Flöte bei Karlheinz Zöller. 1971 wurde er Kompositionsschüler von Diether de la Motte; daneben besuchte er Seminare bei György Ligeti und absolvierte ein Dirigierstudium bei Albert Bittner. 1977 und 1979/1980 hatte er Studienaufenthalte in der Villa Massimo in Rom und 1978/1979 in Paris.
Trojahns Werke werden der Neuen Einfachheit zugerechnet. Laut BR-Klassik gehört er zu den profiliertesten Komponisten seiner Generation. Seine Werkliste umfasst sechs Opern, fünf Symphonien, weitere Orchesterwerke, Kammermusik und viele Vokalwerke.
Zwischen 1991 und 2016 unterrichtete Trojahn als Professor für Komposition an der Robert Schumann Hochschule Düsseldorf. 2004–2006 war er Präsident des Deutschen Komponistenverbandes, von 2008 bis 2012 war er stellvertretender Direktor der Sektion Musik in der Berliner Akademie der Künste.
Trojahn ist mit der Bühnen- und Kostümbildnerin Dietlind Konold verheiratet. Er lebt in Düsseldorf und Paris.

## Ehrungen, Mitgliedschaften
- 1974: Kompositionspreis der Stadt Stuttgart (für Makramee; zusammen mit Horst Lohse, Wolfgang Rihm und Ulrich Stranz)
- 1974: Förderpreis der Alten Kirche Boswil
- 1975: Bachpreis-Stipendium, Hamburg
- 1975: Stipendium der Studienstiftung des deutschen Volkes
- 1976: Preis und Publikumsauszeichnung beim Kompositionswettbewerb der Sommerlichen Musiktage Hitzacker (für Hommage au temps perdu)
- 1977, 1979/1980: Stipendienaufenthalte in der Villa Massimo Rom
- 1978: 1. Preis beim International Rostrum of Composers (UNESCO) in Paris (fürs 1. Streichquartett)
- 1980: Sprengel-Preis Hannover
- 1993: Mitglied der Freien Akademie der Künste Hamburg
- 2001: Ordentliches Mitglied der Bayerischen Akademie der Schönen Künste
- 2007: Mitglied der Akademie der Künste (Berlin)
- 2009: Mitglied der Nordrhein-Westfälischen Akademie der Wissenschaften und der Künste[1]
- 2009: Deutscher Musikautorenpreis der GEMA

## Werke

### Kompositionen

#### Bühnenwerke

##### Opern
- Enrico. Dramatische Komödie in 9 Szenen (1989–1991). Libretto: Claus H. Henneberg (nach Enrico IV [UA 1922] von Luigi Pirandello). UA 10. April 1991 Schwetzingen (Festspiele; mit Richard Salter [Enrico], Trudeliese Schmidt [Marchesa Matilda Spina], Frances Lucey [Frida], Lars Magnusson [Carlo di Nolli], Hans Günter Nöcker [Barone Tito Belcredi], Jan Zinkler [Dottore], Eberhard Lorenz [Landolfo / Lollo], Peter Umstadt [Bertoldo], Thomas Mohr [Arialdo / Franco], Rüdiger Trebes [Ordulfo], Nikolaus Hillebrand [Giovanni]; Dirigent: Dennis Russell Davies, Regie und Bühnenbild: Peter Mussbach)
- Merlin-Prolog (1995/96) für Soli, Chor und Orchester. Libretto: Tankred Dorst (Fragment einer geplanten Merlin-Oper). UA (konzertant) 15. September 2006 Düsseldorf (Tonhalle; mit Anke Krabbe, Iwona Lesniowska, Véronique Parize, Katarzyna Kuncio, Iryna Vakula [Engel], Manfred Fink [Geist der Unterwelt], Heikki Kilpeläinen [Merlin], Sami Luttinen [Teufel]; Musikverein Düsseldorf, Düsseldorfer Symphoniker, Dirigent: John Fiore)
  - Weitere Stücke mit Bezug auf Tankred Dorsts Merlin:
    - Sinfonie Nr. 4 (1992) für Tenor und Orchester: siehe unter Ensemble- / Orchesterwerke
    - Ginevras Lied (1995) für Violine: siehe unter Kammermusik
    - Drei Stücke zu „Merlin“ (1993–1998): Cornisches Nachtlied (1993/94) – Galahads Tanz (1998) – Dunkel – im gleißend hellen Licht (1995) – siehe unter Ensemble- / Orchesterwerke
- Was ihr wollt. Oper in 4 Akten (1997/98). Libretto: Claus H. Henneberg (nach Twelfth Night, or What You Will [~1600] von Shakespeare). UA 24. Mai 1998 München (Bayerische Staatsoper; mit Rainer Trost [Orsino], Roman Sadnik [Sebastiano], Karl Helm [Antonio], Dale Duesing [Sir Toby Belch], Eberhard Lorenz [Sir Aguecheek], Jan Zinkler [Malvolio], Bjørn Waag [Narr], Jeanne Piland [Olivia], Julie Kaufmann [Maria], Íride Martínez [Viola / Cesario], Michael Elliscasis, Thomas Cooley, Markus Butter, Rüdiger Trebes [Männer / Gerichtsdiener]; Dirigent: Michael Boder, Regie und Bühnenbild: Peter Mussbach, Kostüme: Andrea Schmidt-Futterer)
- Limonen aus Sizilien. Drei italienische Geschichten (2002/03; revidiert 2004). Libretto: Wolfgang Willaschek (nach Luigi Pirandello und Eduardo De Filippo). UA 22. März 2003 Köln (Oper; Dirigent: Jürg Henneberger, Regie: Günter Krämer, Bühnenbild: Ulrich Schulz, Kostüme: Falk Bauer). UA (Neufassung) 26. März 2005 Würzburg (Musikhochschule; Ensemble des Mainfranken Theaters, Dirigent: Daniel Klajner, Regie: Manfred Trojahn, Kostüme: Dietlind Konold)
  - 1. Der Schraubstock – 2. Limonen aus Sizilien – 3. Eine Freundschaft
- La grande magia (Der große Zauber; 2006–2008). Oper in 5 Bildern. Libretto: Christian Martin Fuchs (frei nach dem gleichnamigen Stück von Eduardo De Filippo). UA 10. Mai 2008 Dresden (Semperoper; mit Marlis Petersen [Marta Di Spelta], Rainer Trost [Calogero Di Spelta], Andrea Ihle [Matilde Di Spelta], Sabine Brohm [Rosa Intrugli], Gerald Hupach [Oreste Intrugli], Jürgen Commichau [Marcello Polvero], Jonas Gudmundsson [Gregorio Polvero], Christoph Pohl [Mariano D’Albino], Urban Malmberg [Otto Marvuglia], Barbara Hoene [Zaira], Tom Martinsen [Arturo Recchia], Romy Petrick [Amelia]; Dirigent: Jonathan Darlington, Regie: Albert Lang, Bühnenbild: Rosalie)
- Orest (2011). Libretto vom Komponisten (nach Orestes von Euripides). UA 8. Dezember 2011 Amsterdam (De Nederlandse Opera (DNO) im Het Muziektheater). Mit Dietrich Henschel (Orest), Rosemary Joshua (Helena), Sarah Castle (Elektra), Romy Petrick (Hermione), Johannes Chum (Menelaos), Finnur Bjarnason (Apollo), Dirigent: Marc Albrecht, Regie: Katie Mitchell.
- Eurydice – Die Liebenden, blind (2021). Libretto vom Komponisten. UA am 5. März 2022 Amsterdam (De Nederlandse Opera (DNO))
- Septembersonate (2022). Libretto vom Komponisten. UA am 3. Dezember 2023 Düsseldorf (Deutsche Oper am Rhein)[2]

##### Bühnenmusik
- zu Die Geschichte der Pfeile von Tankred Dorst. UA 1996 Köln (Halle Kalk; Regie: Torsten Fischer)
- zu Mephisto von Ariane Mnouchkine (nach Klaus Mann). UA 26. März 1997 Köln (Schauspielhaus)
- zu Frédéric von Éric-Emmanuel Schmitt. UA 30. Januar 1999 Köln

#### Vokalkompositionen

##### A cappella
- Madrigal (1975) für 8-stimmigen gemischten Chor a cappella. Text:? (aus dem 4. Buch der Madrigale von Carlo Gesualdo). UA 1980 Zürich (Berner IGNM-Vocalsolisten, Dirigent: Hans Eugen Frischknecht)
- Zwei Motetten (1984) für 8-stimmigen gemischten Chor a cappella. UA 23. Mai 1985 Hannover (Jugendchor Osnabrück, Dirigent: Johannes Rahe)

1. Agnus Dei – 2. Lux aeterna
- Ave Maria (1991) für 8 Stimmen a cappella. UA 27. Mai 1992 Braunschweig (Ensemble Musical Contemporain, Dirigent: Guy Maneveau)
- Trois Chansons (1987/92/93) für 2 Soprane. Texte: Guillaume Apollinaire. UA (Nr. 1) 18. April 1990 Sankt Petersburg (Ingrid Ade, Monika Bair); (Nr. 2) 14. Juni 2001 Toronto (St. George the Martyr Church; Jane Archibald, Tamara Hummel)

1. Aubade à Laetare un an passé – 2. Automne – 3. Le pont Mirabeau
- Bearbeitungen für 2 Klarinetten: siehe unter Kammermusik

- Quatre Etudes pour «Quitter» (1999) für 4 Stimmen a cappella. Texte: René Char. UA 19. November 1999 Stuttgart (Ensemble Exvoco: Monika Meier-Schmid [Sopran], Hanna Liska-Auerbacher [Alt], Berthold Schmid [Tenor], Ewald Liska [Bass])

1. Contrevenir – 2. Aux riverains de la sorgue – 3a. Dormez… – 3b. Le probe tombeau – 3c. L’ecriture d’un bleu fanal… – 3d. Sommeil… – 4. Fontis
- Drei geistliche Gesänge (2004) für 4-stimmigen Frauenchor a cappella. UA 26. Mai 2005 Hannover (Marktkirche; Mädchenchor Hannover, Dirigentin: Gudrun Schröfel)

1. Salve Regina – 2. Ave verum corpus – 3. Ave Maria

##### Mit Instrument(en)
- Hommage au temps perdu (1975). Zwei Stücke für Sopran (Vokalise), Flöte, Klarinette, Violoncello und Celesta (Klavier). UA 8. August 1976 Hitzacker (Sommerliche Musiktage; mit Audrey Michael [Sopran])

1. Presto possibile – 2. Moderato molto
- Architectura caelestis (1976) für 8 Frauenstimmen (ad libitum chorisch; Vokalisen) und Orchester. UA 25. März 1976 Royan (Orchestre Philharmonique des pays de la Loire, Dirigent: Friedrich Cerha). – (Der Titel spielt an auf das Buch Architectura caelestis. Die Bilder des verschollenen Stils von Ernst Fuchs)
- Risse des Himmels (1968/77). 4 Gesänge für Sopran, Flöte und Gitarre. Texte: Johannes Poethen. UA 2. Oktober 1977 Hamburg (Alrun Salbert-Zahoransky [Sopran], Maren Diestel [Flöte], Willy Bayer [Gitarre])

1. Vorfrühling. Moderato, molto rubato – 2. Wunschmond. Molto Adagio, rubato – 3. Kleine Sonne. Allegro molto – 4. Spät. Molto moderato, sempre rubato
- …stiller Gefährt der Nacht (1978) für Sopran, Flöte, Violoncello, Schlagzeug (1 Spieler) und Celesta (Klavier). Text: Friedrich Gottlieb Klopstock. UA 6. Juni 1978 Karlsruhe (Stuttgarter Ensemble für Neue Musik, Dirigent: Manfred Trojahn)
- Streichquartett Nr. 2 (1979/80) mit Klarinette und Mezzosopran. Texte: Georg Trakl. UA 1980 Paris (Radio France)

Vokalsätze: 2. Melancholie – 4. Der Schlaf – 5. In Venedig
- Elegía del tiempo final (1981/82) für hohen Tenor, Bassflöte, Bassklarinette, Kontrafagott, 2 Violen, Violoncello und Cembalo. Text: Miguel Ángel Bustos. UA 24. November 1982 Köln (Musikhochschule; Wolfgang Isenhaar [Tenor], André Sebald [Bassflöte], Rüdiger Krey [Bassklarinette], Ilka Wagner [Kontrafagott], Ulrich Knörzer, Peter Schmitz [Violen], Matthias Hofmann [Violoncello], Winfried Berger [Cembalo], Dirigent: Manfred Trojahn)
- Fünf See-Bilder (1979–83) für Mezzosopran und großes Orchester. Texte: Georg Heym. UA 12. Februar 1984 Hamburg (Irène Jarsky [Mezzosopran], Philharmonisches Staatsorchester, Dirigent: Sylvain Cambreling)

1. (Orchesterstück; 1979/80) – 2. Schatten von Kähnen… (1981) – 3. Gegen Norden (1981) – 4. Das schwarze Wasser… (1981/83) – 5. Der Tod der Liebenden (1983)
- Quattro Madrigali (1983) für 8-stimmigen gemischten Chor (mit Soli), 4 Violen und 4 Violoncelli. Texte: Michelangelo. UA 28. Februar 1984 Stuttgart (Südfunk-Chor Stuttgart, Hans-Gerd Brünig, Angelika Wollmann, Ortrun Wieck, Heinrich Baumann [Violen], Andreas Schmid, Karl Eberhard, Jürgen Gerlinger, Klaus Schade [Violoncelli], Dirigent: Klaus Martin Ziegler)

1. Che fia dopo molt’anni di costei – 2. In me la morte – 3. Amor, la tua belta – 4. In quel medesmo tempo
- Trakl-Fragmente (1983/84) für Mezzosopran und Klavier. UA 10. Februar 1984 Hamburg (Liat Himmelheber, Peter Stamm [Klavier]), 1991 bei den Weltmusiktagen der Internationalen Gesellschaft für Neue Musik ISCM in Zürich aufgeführt.[12]

1. Kindheit – 2. Ein Kreuz ragt – 3. Geburt – 4. Im Frühling – 5. Nachtwandlung, Tod und Seele – 6. Da der Tag hinsank – 7. Es kehret der Heimatlose zurück – 8. Münch… – 9. Im Frühling – 10. Nächtliche Buchen – 11. Schneeige Nacht
- Fassung für Mezzosopran und 14 Instrumente: Nachtwandlung (1983/84). UA 17. Februar 1986 Paris (Centre Pompidou; Liat Himmelheber, Ensemble 2e2m [Champigny], Dirigent: Farhad Mechkat)

- Die Nachtigall (1984) für 2 Soprane, Mezzosopran und 3 Klarinetten. Text: Clemens Brentano. UA 17. November 1984 Hannover (Hochschule für Musik; Sabine Szameit, Rosalind Martin [Sopran], Andrea Gropp [Mezzosopran], Martin Spangenberg, Rigmor Henriksen, Willibald Vogel [Klarinetten])
- Requiem (1983/85) für Soli, 8-stimmigen gemischten Chor und Kammerorchester. UA 10. November 1985 Braunschweig (Martinikirche; Ingrid Ade [Sopran], Liat Himmelheber [Mezzosopran], Richard Salter [Bariton], Kantorei, Dirigent: Werner Burkhardt)
  - Neufassung (2002/03). UA 18. April 2003 Leipzig (MDR-Rundfunkchor, MDR-Sinfonieorchester, Dirigent: Howard Arman)
- Spätrot (1987). Vier Gesänge für Mezzosopran und Klavier. Texte: Karoline von Günderrode. UA (Nr. 1, 3, 4) 15. Juni 1987 Hamburg (Hochschule für Musik; Liat Himmelheber [Mezzosopran], Axel Bauni [Klavier])

1. An Melete – 2. Liebst du das Dunkel – 3. Hochrot – 4. Seh’ ich das Spätrot
- Lieder auf der Flucht (1988/89). 15 Gesänge und 5 Intermezzi für Bariton, Gitarre und 13 Instrumente. Texte: Ingeborg Bachmann. UA 2. September 1989 Frankfurt am Main (Kurt Widmer [Bariton], Reinbert Evers [Gitarre], Ensemble Modern, Dirigent: Lothar Zagrosek)
- Grodek (1991) für Bariton, Klarinette, Horn, Fagott und Streicher (1.1.1.1.1). Text: Georg Trakl.[17] UA 29. September 1991 Berlin (Georg Christoph Biller [Bariton], Scharoun Ensemble, Dirigent: Friedrich Goldmann)
- Sinfonie Nr. 4 (1992) für Tenor und Orchester. Text: Tankred Dorst. UA 16. August 1992 Hamburg (Eberhard Lorenz [Tenor], Philharmonisches Staatsorchester, Dirigent: Gerd Albrecht)
- O nott’, o dolce tempo (1994/95). Konzertarie für Tenor und Orchester. Text: Michelangelo.[18] UA 6. April 1995 Düsseldorf (Eberhard Lorenz [Tenor], Düsseldorfer Symphoniker, Dirigent: Manfred Trojahn)
- Frammenti di Michelangelo (1995) für Koloratursopran, 12 Bläser und Kontrabass. UA 18. April 1995 Köln (Julie Kaufmann [Sopran], Klaus Stoll [Kontrabass], Bläserensemble der Berliner Philharmoniker, Dirigent: Manfred Trojahn)
- Die Geschichte der Pfeile (1995). Vier Arien und ein Ensemble für 4 Frauenstimmen und Orchester. Text: Tankred Dorst (aus Die Geschichte der Pfeile). UA 18. März 1996 Köln (Andrea Andonian, Ute Döring, Iride Martínez, Regina Mauel [Pfeile], Gürzenich-Orchester, Dirigent: Manfred Trojahn)
- Three Songs (1996) für Sopran und Orchester. Texte: Alfred Tennyson. UA 30. November 1996 Berlin (Iride Martínez [Sopran], Deutsches Sinfonie-Orchester Berlin, Dirigent: Manfred Trojahn)

1. Elaine’s Song – 2. Vivien’s Song – 3. Guinevere’s Song
- Palinsesto (1996) für Sopran und Streichquartett (unter Einbeziehung des Liedes Nähe des Geliebten von Goethe / Schubert). UA 1. Februar 1997 Saarbrücken (Juliane Banse [Sopran], Cherubini-Quartett)
- Liebeslieder (1997) für Sopran und Orchester. Texte: Heinrich Heine. UA 23. Mai 1997 Düsseldorf (Iride Martínez [Sopran], Düsseldorfer Symphoniker, Dirigent: Johannes Fritzsch)
- Canti ed intermezzi (1999) für 4-stimmigen gemischten Chor und Orchester. Texte: Michelangelo. UA 17. Februar 2000 Hannover (NDR-Chor Hamburg, Radio-Philharmonie Hannover des NDR, Dirigent: Manfred Trojahn)

1. Di te me veggo – 2. Intermezzo primo – 3. Dagli occhi del mie ben – 4. Intermezzo secondo – 5. O nott’, o dolce tempo
- Occhi mie (2002). Drei Gesänge für hohe Stimme und Orchester. Texte: Michelangelo. UA 3. Oktober 2002 Bonn (Reiner Trost [Tenor], Deutsche Kammerphilharmonie Bremen, Dirigent: Daniel Harding)

1. Se l’alma é ver… – 2. Ben posson gli occhi mie – 3. Occhi mie
- Three Songs (2002; in memoriam Bertold Hummel) für Mezzosopran, Flöte, Bassklarinette, Violine, Viola, Violoncello und Klavier. Texte: John Keats. UA 9. November 2002 Nürnberg (Liat Himmelheber [Mezzosopran], Ars nova ensemble, Dirigent: Werner Heider)

1. When I have Fears that I may cease to be – 2. To Sleep – 3. Bright Star! would I were steadfast as thou art
- Vorstudie für Klarinette, Violine, Violoncello und Klavier: Tre Canti (2000) – siehe unter Kammermusik

- Zwei Frühlingslieder (2004) für Bariton und Klavier. Texte: Peter Horst Neumann (aus Auf der Wasserscheide [2003]). UA 8. März 2004 München (Bayerische Akademie der Schönen Künste; Thomas E. Bauer [Bariton], Siegfried Mauser [Klavier])

1. Wieder („Und wieder für den Frühling / hat sie sich entschieden…“) – 2. Gegenstrophen eines Allergikers („Proserpina, / der Unterwelt entstiegen…“)
- Che fie di me? (2006) für 2 Soprane und Orchester. Texte: Michelangelo. UA 2. Februar 2007 Stuttgart (Theaterhaus; Mojca Erdmann [Sopran], Anja Kaesmacher [Sopran], SWR Sinfonieorchester, Dirigent: Matthias Pintscher)

1. Perc’ all’ estremo adore… – 2. Beati voi… – 3. Che fie di me?
- Ariosi (2006) für Sopran, Bassettklarinette und Orchester. Texte: Michelangelo. UA 26. August 2006 Salzburg (Salzburger Festspiele; Maite Beaumont [Mezzosopran], Sabine Meyer [Bassettklarinette], Camerata Salzburg, Dirigent: Roger Norrington)
- Lettera amorosa (2007) für 2 Soprane, 2 Violinen und Streichquartett. Texte: Pierre de Ronsard, Michelangelo, Rainer Maria Rilke. Dauer: ~50’. UA 25. Oktober 2007 Weimar (zur Wiedereröffnung der Herzogin Anna Amalia Bibliothek, im Rokokosaal; Julie Kaufmann [Sopran], Anja Kaesmacher [Sopran], Ingolf Turban [Violine], Christoph Schickedanz [Violine], Henschel Quartett)

1. Chant d’insomnie I (Streicher) – 2. Lettera amorosa (Text anonym überliefert; 2 Soprane und Streicher) – 3. Chant d’insomnie II (Rilke; 1. Sopran und Quartett) – 4. Chanson (Ronsard; 2 Soprane und 2 Violinen) – 5. Fuggite, amanti, Amor (Michelangelo; 2. Sopran und Streicher) – 6. Chant d’insomnie III (Quartett) – 7. Lied (Rilke; 2 Soprane und Streicher)
- Magnificat (2010) für 2 Soprane und Orchester. Text: Magnificat aus dem Evangelium nach Lukas (Lk 1,46-55 EU). UA 25. April 2010 Königslutter (Kaiserdom; Romy Petrick [Sopran], Susanna Pütters [Sopran], Staatsorchester Braunschweig, Dirigent: Manfred Trojahn)
- Le ceneri di Gramsci (2013) für Bariton und Ensemble. Text: Gedicht von Pier Paolo Pasolini. UA am 13. Dezember 2013 in Rom. Österreichische UA: 18. Dezember 2013 im Wiener Konzerthaus[32]

#### Ensemble-/ Orchesterwerke
Sinfonien
- Nr. 1 (Makramee; 1974). Dauer: ~13’. UA 30. Januar 1976 Hannover (Radiophilharmonie Hannover des NDR, Dirigent: Wilhelm Killmayer)

Besetzung: 3.3.3.3 – 4.3.3.1 – Pauken – Schlagzeug (4 Spieler) – Harfe – Celesta – Streicher
- Nr. 2 (1978). Dauer: ~32’. UA 22. Oktober 1978 Donaueschingen (Musiktage; Sinfonieorchester des Südwestfunks Baden-Baden, Dirigent: Ernest Bour)

Besetzung: 3(+2Picc,+AFl).2. EH.3(+Es-Klar). BKlar.2. KFag – 4.3.3.1 – Pauken – Schlagzeug (3 Spieler) – Harfe – Streicher
- Nr. 3 (1984/85). Dauer: ~20’. UA 19. April 1985 Berlin (Radio-Symphonie-Orchester Berlin, Leitung John Carewe)

Besetzung: 3(+Picc,+BFl).2.EH.2.BKlar.2.KFag – 4.3.3.1 – Pauken – Schlagzeug (3 Spieler) – Harfe – Celesta – Streicher
- Nr. 4 (1992): siehe unter Vokalkompositionen
- Nr. 5 (2003/04). Dauer: ~35’. UA 29. April 2004 München (Münchner Philharmoniker, Dirigent: Sylvain Cambreling)

Besetzung: 4(+2Picc,+AFl).2.EH. Heckelphon.2.BKlar.KbKlar.3.KFag – 4.4.3. KbPos.KbTb – Schlagzeug (5 Spieler) – Harfe – Streicher
Andere Ensemble- / Orchesterwerke
- Conduct (1978; 2. Fassung) für elf Streicher (3.3.2.2.1, ad libitum chorisch) und Schlagzeug. UA 14. Mai 1979 Gelsenkirchen (Städtisches Orchester, Dirigent: Heribert Esser)
- Abschied… (1978). Fragment für Orchester. UA 18. Oktober 1978 Düsseldorf (Düsseldorfer Symphoniker, Dirigent: Bernhard Klee)
- Berceuse (1980) für Orchester. UA 4. Oktober 1980 Stuttgart (Radio-Sinfonieorchester Stuttgart, Dirigent: George Alexander Albrecht)
- Berceuse (1984) für 15 Streicher (4.4.3.3.1). UA 26. Mai 1984 München (Bayerischer Rundfunk)
- Variationen (1987) für Orchester. UA 24. September 1987 Cleveland (Cleveland Orchestra, Dirigent: Christoph von Dohnányi)
- Cinq Epigraphes (1987) für Orchester. UA 12. September 1987 Berlin (Sendesaal des SFB; Radio-Symphonie-Orchester Berlin, Dirigent: Riccardo Chailly)
- Transir. Epitaphe pour René Char (1988) für Orchester. UA 24. Mai 1988 Freiburg (Städtisches Orchester, Dirigent: Eberhard Kloke)
- Notturno (1989) für Bläser, Streicher, Celesta und Harfe. Dauer: ~11’. UA 3. September 1989 Hamburg (Musikhochschule; Mitglieder des Philharmonischen Staatsorchesters, Dirigent: Manfred Trojahn)

Besetzung: 1.1.1.1 – 1.0.0.0 – Harfe – Celesta – Streicher: 1.1.1.1.1 (ad libitum chorisch)
- L’Autunno. Sette Sonate per gli amici (1986/90) für kleines Orchester. UA 23. Juni 1990 Berlin (Berliner Philharmoniker, Dirigent: Dennis Russell Davies)
- …une campagne noire de soleil (1982–92). Sept scènes de ballet pour ensemble. UA 1. April 1993 Köln (Ensemble Modern, Dirigent: Dennis Russell Davies)
  - 1. Déplorations (1982). UA 14. Dezember 1982 Berlin (Mitglieder des Radio-Sinfonieorchesters Berlin, Dirigent: Manfred Trojahn)
  - 2. Silences (1982). UA 2. April 1983 Cambridge, USA (Ensemble Alea III, Dirigent: Theodore Antoniou)
  - 3. Chimères (1983). UA 19. November 1983 Nürnberg (Ars Nova Ensemble, Dirigent: Werner Heider)
  - 4. Cigales (1992). UA 1. April 1993 Köln (s. o.)
  - 5. Chants noirs (1986). UA 10. Oktober 1986 Köln (David Levine [Klavier], Philharmonische Solisten Berlin, Dirigent: Manfred Trojahn)
  - 6. Exaltations (1991/92). UA 1. April 1993 Köln (s. o.)
  - 7. Processions (1986). UA 12. Januar 1987 Ludwigshafen (Staatsphilharmonie Rheinland-Pfalz, Dirigent: Leif Segerstam)
- Quattro pezzi (1992/93) für Orchester. UA 1. Oktober 1993 Kiel (Holsteinisches Kammerorchester Badendorf, Dirigent: Hajo Jobs)
- …mit durchscheinender Melancholie (1995). Ein Brahms-Porträt für Orchester. UA 4. Januar 1997 Hamburg (Hamburger Symphoniker, Dirigent: Miguel Gómez Martínez)
- Zwei Intermezzi (1997) für zwölf Bläser und Kontrabass. UA 4. Oktober 1997 Wilhering (Österreich) (Solisten der Staatskapelle Berlin, Dirigent: Manfred Trojahn)
- Drei Stücke zu „Merlin“ (1993–98) für Orchester. Zyklische Erstaufführung: 1. Juni 2000 München (Münchner Philharmoniker, Dirigent: Manfred Trojahn)
  - 1. Cornisches Nachtlied (1993/94). UA 28. März 1994 Mannheim (Nationaltheater-Orchester, Dirigent: Jun Märkl)
  - 2. Galahads Tanz (1998). UA 19. Oktober 1998 Freiburg (Philharmonisches Orchester, Dirigent: Johannes Fritzsch)
  - 3. Dunkel – im gleißend hellen Licht (1995). UA 27. April 1995 Bonn (Orchester der Beethovenhalle, Dirigent: Dennis Russell Davies)
- Suite Nr. 1 (1999) für Orchester. UA 30. Januar 1999 Köln (als Bühnenmusik zum Schauspiel Frédéric von Éric-Emmanuel Schmitt; Gürzenich-Orchester, Dirigent: Manfred Trojahn)
- Vier Orchesterstücke (2003). UA 15. September 2004 Duisburg (Duisburger Philharmoniker, Dirigent: Jonathan Darlington)
- La tomba di Paganini (2007ff.) für Orchester. UA (2. und 3. Satz) 4. November 2009 Leipzig (Gewandhaus; Hochschulsinfonieorchester, Dirigent: Ulrich Windfuhr). UA (Gesamtfassung) 6. Februar 2010 Dortmund (Konzerthaus; Sinfonieorchester des Orchesterzentrums NRW, Dirigent: Matthias Foremny)

1. Marcia – 2. Moderato – 3. Lento – 4. Elegia – 5. Capriccio
- Sentimento del Tempo. Ansbachisches Konzert (2009) für Violine, 2 Flöten (Quer- oder Blockflöten) und Streicher (Besetzung wie im 4. Brandenburgischen Konzert von Bach). UA 7. August 2009 Ansbach (Orangerie der Residenz; Isabell Lehmann, Saskia Fikentscher [Blockflöten]; Freiburger Barockorchester, Violine und Dirigent: Gottfried von der Goltz). – (Der Titel spielt an auf einen Gedichtband von Giuseppe Ungaretti)
- Moderato. Sinfonischer Satz (Überschreibung 2. Zustand) (2009). UA 23. April 2010 München (Herkulessaal der Residenz; Symphonieorchester des Bayerischen Rundfunks, Dirigent: Emilio Pomàrico)

#### Soli und Orchester/ Ensemble
- Notturni trasognati (1977) für Altflöte / Flöte und Kammerorchester. UA 13. Juni 1977 London (Maren Diestel [Flöte], London Sinfonietta, Dirigent: Lothar Zagrosek)
- Konzert (1981/83) für Flöte und Orchester. UA 14. September 1983 Berlin (Karlheinz Zöller [Flöte], Berliner Philharmoniker, Dirigent: Eliahu Inbal)
- Fünf Intermezzi (1988/89) für Gitarre und Kammerensemble (aus: Lieder auf der Flucht nach Ingeborg Bachmann – siehe unter Vokalkompositionen)
- Divertissement (1992/93) für Oboe und Kammerorchester. UA 7. Mai 1993 München (Thomas Indermühle [Oboe], Symphonieorchester des Bayerischen Rundfunks, Dirigent: Hans Zender)
- Konzert (1999) für Violine und kleines Orchester. UA 21. November 1999 Köln (Saschko Gawriloff [Violine], Deutsche Kammerphilharmonie, Dirigent: Peter Rundel)
- Rhapsodie (2001/02) für Klarinette und Orchester. UA 26. Mai 2002 Weimar (Sabine Meyer [Klarinette], Staatskapelle Weimar, Dirigent: George Alexander Albrecht)

#### Musik für Tasteninstrumente

##### Klavier(e)
- Berceuse (1980) für Klavier. UA am 26. Januar 1981 in Hannover (Hochschule für Musik und Theater; Karl Bergemann)
- La folia (1982). Musik für 2 Klaviere. UA 16. September 1982 Berlin, Anthony & Joseph Paratore
- Préludes (2006/07) für Klavier. UA (Nr. 1&2) 13. September 2006 München (Internationaler Musikwettbewerb der ARD; Hisako Kawamura), (Nr. 3&4) 2007(?), (Nr. 5&6) 2008 Leverkusen (Preisträger des BDI-Klavierwettbewerbs; Clemens Berg)

1. Nocturne – déja là, printanier crépuscule – 2. Montagne déchirée (2006) – 3. La danse retournée – 4. La montée de la nuit (2007) – 5. Rêverie «nu au jardin» – 6. Tel un souper dans le vent (2008)

##### Orgel
- Conduct (1977) für Orgel mit 2 Spielern. UA 22. September 1977 Kassel (Klaus Martin Ziegler, Zsigmond Szathmáry)

#### Kammermusik

##### Soli
- Fantasia per Chitarra (1979; Einrichtung: Reinbert Evers). UA 10. Oktober 1979 Stuttgart (Reinbert Evers)
- Sonata und Barcarola (1988/89) für Gitarre (aus: Lieder auf der Flucht nach Ingeborg Bachmann – siehe unter Vokalkompositionen)
- Ginevras Lied (1995) für Violine. UA 25. November 1995 Hamburg (Stephan Frucht)

##### Duos
- Objet trouvé (1968/77) für Flöte und Cembalo. UA 21. Oktober 1978 Bremen (Maren Diestel [Flöte], Karl Bergemann [Cembalo])
- Sonata I (1983) für Violine und Klavier. UA 11. Oktober 1983 Mannheim (Hiroshi Nishida [Violine], Paul Dan [Klavier])
- Sonata II (1983) für Violoncello und Klavier. UA 11. Februar 1984 Hamburg (David Geringas [Violoncello], Peter Roggenkamp [Klavier])
- Trois Morceaux (1987/92/93) für 2 Klarinetten

1. Aubade – 2. Automne – 3. Le pont Mirabeau
- Danse (Pastiche en hommage à Olivier Messiaen)
  - Fassung für Violine und Klavier (1997). UA 26. März 1997 Köln (Schauspielhaus; als Bühnenmusik zu Mephisto von Ariane Mnouchkine nach Klaus Mann; Christian Ludwig [Violine], Jörg Ritter [Klavier])
  - Fassung für Klarinette und Klavier (2000). UA 8. April 2000 Heidelberg (Heribert Eckert [Klarinette], Tim Schwarz [Klavier])

##### Quartette
Streichquartette
- Deux pièces brèves (1973). UA 29. August 1973 Aurillac
- Quartett Nr. 1 (1976). Dauer: ~24’. UA 21. Januar 1977 Baden-Baden (Berner Streichquartett)

1. Moderato, molto rubato – 2. Nachtmusik – 3. Coda. Lento
- Quartett Nr. 2 (1979/80): siehe unter Vokalkompositionen
- Quartett Nr. 3 (1983; Griffith Rose gewidmet). Dauer: ~15’. UA 4. November 1983 Hamburg (Auryn Quartett)

1. Molto adagio – 2. Sehr zart, äußerst langsam – 3. Agitato – 4. Sehr langsam, mit äußerster Ruhe
- Fragmente für Antigone (1988; Diether de la Motte zum 60. Geburtstag). Sechs Stücke (Titel: Worte aus der Antigonae [442 v. Chr.] des Sophokles, deutsch von Friedrich Hölderlin [1804]). Dauer: ~24’. UA 11. Oktober 1988 Barcelona (Goethe-Institut; Auryn Quartett)

1. „…wenn uns nicht im Finstern hält die Zeit…“ (III. Act, 1. Scene) – 2. „Nicht kam ein Wort zu mir…“ (I. Act, 1. Scene). Starr, senza espressione – 3. „…Marmornen Glanz…“ (III. Act, Chor). Sehr zart – 4. „…dieselben Stöße… der Seele…“ (III. Act, 3. Scene). Gravissimo – 5. „O mir! grad vor dem Tode / Ist diß das Wort.“ (III. Act, 3. Scene) – 6. „…Und nicht, wohin ich gehe.“ (V. Act, 3. Scene). Lentissimo
- Quartett Nr. 4 (2009; dem Henschel Quartett gewidmet). Dauer: ~19’. UA 10. November 2009 Düren (Haus der Stadt; Henschel Quartett)

1. Molto moderato – 2. Moltissimo vivace (Erste fremde Szene) – 3. Lento, rubato – 4. Andante, leggiero, sempre un poco staccato (Zweite fremde Szene)
- Quartett Nr. 5 (2018). Dauer: ~26’. UA 2018

1. Moderato – 2. Molto adagio – 3. Calmo
Andere Quartette
- Épitaphe (1986) für 4 Flöten. UA 27. August 1986 Berlin
- Tre Canti (2000) für Klarinette, Violine, Violoncello und Klavier. UA 7. Oktober 2000 Dresden (Clemens Trautmann [Klarinette], Marjolaine Locher [Violine], Rouven Schirmer [Violoncello], Cornelius Meister [Klavier])
- Klavierquartett (2006). UA 20. November 2008 Kassel (Ballhaus im Bergpark Wilhelmshöhe; Ingolf Turban [Violine], Barbara Turban [Viola], Sebastian Hess [Violoncello], Siegfried Mauser [Klavier])
  - 4. Satz: Wanderlied (2006). UA 27. Mai 2007 Heimbach (Kraftwerk; Radoslav Szulc [Violine], Elisabeth Kufferath [Viola], Gustav Rivinius [Violoncello], Paul Rivinius [Klavier])

##### Quintette
- Soleares (1988). Zwei Stücke für Klavier und Streichquartett. UA (Nr. 1) 20. Oktober 1988 Braunschweig (David Levine [Klavier], Auryn-Quartett); (Nr. 2) 14. November 1990 Köln (David Wilde [Klavier], Auryn-Quartett)
- Sonata III (1991/95) für Holzbläserquintett. UA 1. Februar 1997 Stuttgart (Tage für Neue Musik; Aulos-Quintett)
- Printemps. Sonata IV (Pastiche en hommage à Maurice Ravel) (1995) für Flöte und Streichquartett. UA 28. Februar 1996 Wuppertal (Michael Faust [Flöte], Auryn-Quartett)

##### Sextett
- Les couleurs de la pluie (1974) für 5 Flöten und Altflöte. UA 13. Februar 1974 Hamburg

##### Septette
- Poème abandonné (1989; in memoriam Egon Karl Nicolaus [1928–1988]) für Saxophonquartett, Viola, Violoncello und Kontrabass. UA 17. April 1990 Lemberg (Raschèr Saxophone Quartet, Trio-Basso)
- Toutes ces choses sont passées comme l’ombre et comme le vent (1997) für Flöte, Klarinette, Posaune, Violine, Violoncello, Schlagzeug und Klavier. UA 22. November 1997 Düsseldorf (Ensemble offene Form, Dirigent: Manfred Trojahn). – (Der Titel zitiert die Schlussverse des Gedichts Quand nous habitions[33] [1844] von Victor Hugo)

##### Oktett
- Kammerkonzert (1974) für 2 Flöten, 2 Klarinetten, Violine, Violoncello, Cembalo und Klavier. UA 27. September 1973 Hamburg (Varius-Ensemble, Dirigent: Diether de la Motte)

1. Moderé – vif avec nervosité – 2. Pas de deux – 3. Jeux – 4. Sons et lumière

#### Bearbeitungen
- Wolfgang Amadeus Mozart:
  - Drei Konzertarien. Fassungen für Sopran, 12 Bläser und Kontrabass (1995). UA (Nr. 1&2) 18. April 1995 Köln (Julie Kaufmann [Sopran], Klaus Stoll [Kontrabass], Bläser der Berliner Philharmoniker, Dirigent: Manfred Trojahn); (Nr. 3) 9. März 1996 Berlin (Staatsoper, Apollo-Saal; Janet Williams [Sopran], Harald Winkler [Kontrabass], Bläser der Staatskapelle Berlin, Dirigent: Manfred Trojahn)

1. Se tutti i mali miei KV 83 (Text: Pietro Metastasio) – 2. Ah! Spiegarti, oh Dio KV 178 (Text:?) – 3. Fra cento affanni KV 88 (Text: Pietro Metastasio)
  - Neue Rezitative (2001/02) zu La clemenza di Tito KV 621 (Libretto: Caterino Mazzolà, nach Pietro Metastasio). UA 2. Dezember 2002 Amsterdam (Nederlandse Opera, Dirigent: Hartmut Haenchen, Regie: Pierre Audi)
- Ludwig van Beethoven: Fünf Arietten. Fassungen für Singstimme und Orchester (2002). UA 3. Oktober 2002 Bonn (Rainer Trost [Tenor], Deutsche Kammerphilharmonie Bremen, Dirigent: Daniel Harding)

1. Dimmi, ben mio, che m’ami op. 84,1 (1811; Text:?) – 2. T’intendo si, mio cor op. 84,2 (1810; Text: Pietro Metastasio) – 3. In questa tomba oscura WoO 133 (1806/07, Text: Giuseppe Carpani) – 4. L’amante impaziente. Arietta assai seriosa op. 84,3 (1810; Text: Pietro Metastasio) – 5. L’amante impaziente. Arietta buffa op. 84,4 (1810; Text: Pietro Metastasio)
- Franz Schubert: Bei Dir allein op. 95,2 (D 866,2, ~1826[?]; Text: Johann Gabriel Seidl). Fassung für Gesang und Orchester (2008). UA 22. August 2008 London (Royal Albert Hall; Angelika Kirchschlager [Mezzosopran], Gürzenich-Orchester, Dirigent: Markus Stenz)
- Johann Strauss (Sohn): Vergnügungszug, Polka op. 281 / Geschichten aus dem Wienerwald, Walzer op. 325. Fassungen für Flöte, Klarinette, Streichquartett, Klavier und Harmonium (2007). UA 13. Juli 2007 Ludwigsburg (Schlossfestspiele; Thomas Christian Ensemble)

### Essays
- Manfred Trojahn: Schriften zur Musik. Hrsg. von Hans-Joachim Wagner. Stroemfeld Verlag, Frankfurt am Main und Basel 2006. ISBN 3-87877-945-3

## Schüler
| - Oscar van Dillen (* 1958) - Alois Bröder (* 1961) - Johannes Sandberger (* 1963) - Klaus Sebastian Dreher (* 1967) - Martin Curschmann (* 1969) - Yasuko Yamaguchi (* 1969) - Matthias Pintscher (* 1971) - Andreas Daams (* 1971) - Elena Mendoza-López (* 1973) - Uri Brener (* 1974) - Yong-Won Sung (* 1977) | - Daniel Hensel (* 1978) - Ulrich Alexander Kreppein (* 1979) - Jan Masanetz (* 1979) - Anno Schreier (* 1979) - Sirin Nah (* 1979) - Hauke Berheide (* 1980) - Raphael Thöne (* 1980) - Prasqual (* 1981) - Michael Langemann (* 1981) - Rabih Lahoud (* 1982) - Stefan Johannes Hanke (* 1984) |